# Гвалдо (Терни)
Гвалдо (итал. Gualdo) је насеље у Италији у округу Терни, региону Умбрија.
Према процени из 2011. у насељу је живело 210 становника. Насеље се налази на надморској висини од 278 м.